# Битва при Тора-Бора (2001)
Битва при Тора-Бора — совместная операция Вооружённых сил США и Северного альянса, которая проводилась с 27 ноября 2001 года по 10 января 2002 года. Целью операции являлись захват Усамы бен Ладена и вытеснение боевиков Аль-Каиды из района Тора-Бора.

## Предыстория
После начала вторжения США в Афганистан, в ноябре 2001 года начали приходить сообщения о том, что Усаму бен Ладена, лидера Аль-Каиды, видели в окрестностях пещерной крепости в Тора-Бора. Очевидцы уверяли, что бен Ладен был под охраной около 2 тысяч боевиков.
Комплекс Тора-Бора полностью подготовлен к автономному существованию. Он снабжён системами отопления, вентиляции и водоснабжения; в нём установлены источники электроэнергии и сложнейшие охранные системы. Добраться до Тора-Боры можно только пешком или на лошади по тропе между отвесными скалами и глубокой пропастью.

## Ход операции

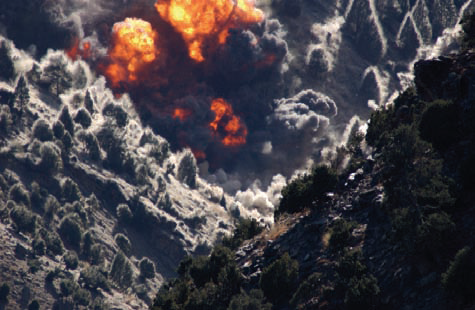
Бомбардировка Тора-Бора

27 ноября 2001 года началась наземная операция сил США и Северного альянса в Тора-Боре против Аль-Каиды с целью захвата Усамы бен Ладена. Операция проводится при поддержке американской авиации, которая проводит массированные бомбардировки района. Помимо авиации, впервые задействована в Афганистане морская пехота США.
В начале декабря, в самый разгар битвы, полевой командир, Муджахид Халес, сдался талибам и в итоге вместе с десятком грузовиков ночью вывез из Тора-Боры максимально возможное число арабских боевиков в Пакистан.
4 декабря отряды Северного альянса уже полностью заняли район Тора-Бора. Коалиционные силы продолжили бомбардировки и захватили ключевые объекты, среди которых был важный туннель, через который проходило снабжение. 
В этот же день коалиция предъявила Аль-Каиде ультиматум, по которому боевики должны прекратить сопротивление. После переговоров, во второй половине дня, силы Аль-Каиды прекратили огонь и согласились сложить оружие, но некоторые решили продолжить сражаться. Усаму бен Ладена загнали в его последнее убежище в районе Спин-Гар.
7 декабря силам Северного альянса удалось взять под свой контроль стратегически важную высоту в горах Тора-Бора для захвата всего района.
В начале атаки американцы располагали необходимыми подразделениями, которые находились в Узбекистане. В связи с этим пришлось дожидаться подкрепления до 8 декабря. Только затем они поднялись в Тора-Бору, чтобы определять цели для бомбардировщиков, но бен Ладен уже успел сбежать.
9 декабря ВВС США сбросили на один из пещерных комплексов Тора-Бора самую мощную неядерную бомбу в своём арсенале весом около семи тонн.
16 декабря пали укрепления Тора-Боры. Многим боевикам Аль-Каиды удалось сбежать через горы в Пакистан, по которым авиация США сбрасывала около 450 бомб, а другим удалось сбежать через горы на востоке, либо осесть в племенных зонах. По итогам битвы удалось задержать по меньшей мере одного из руководителей Талибана и нескольких высокопоставленных лидеров Аль-Каиды.
Операция завершилась 10 января 2002 года, когда закончилось финальное прочёсывание населённых пунктов в Тора-Бора.